# Каширинский
Каширинский — хутор в Верхнеуральском районе Челябинской области России. Входит в состав Спасского сельского поселения.

## География
Расположен в южной части района. Расстояние до районного центра города Верхнеуральска 13 км.

## История
Хутор основан на месте заимки, построенной в 1885 году членами семьи атамана Верхнеуральской станицы Д. И. Каширина. В 1938 году появился колхоз «Красный луч», который был преемником колхоза им. Блюхера.

## Население
| 2002 | 2010 |
| ---- | ---- |
| 5    | ↗6   |

(в 1995 — 5)

## Улицы
- Луговая.

## Инфраструктура
- СФХ «Красный луч»